# Punta de Tarifa
Punta de Tarifa é um cabo e ponto no município de Tarifa, província de Cádis, Espanha, que é o ponto mais meridional do continente europeu (excluindo todas as ilhas).
Fica numa antiga ilha, chamada isla de las Palomas, que entretanto se encontra unida ao continente. Serve de divisória geográfica entre o Oceano Atlântico e o Mar Mediterrâneo (mais especificamente, do mar de Alborão), e fica frente ao centro urbano de Tarifa.

## Galeria

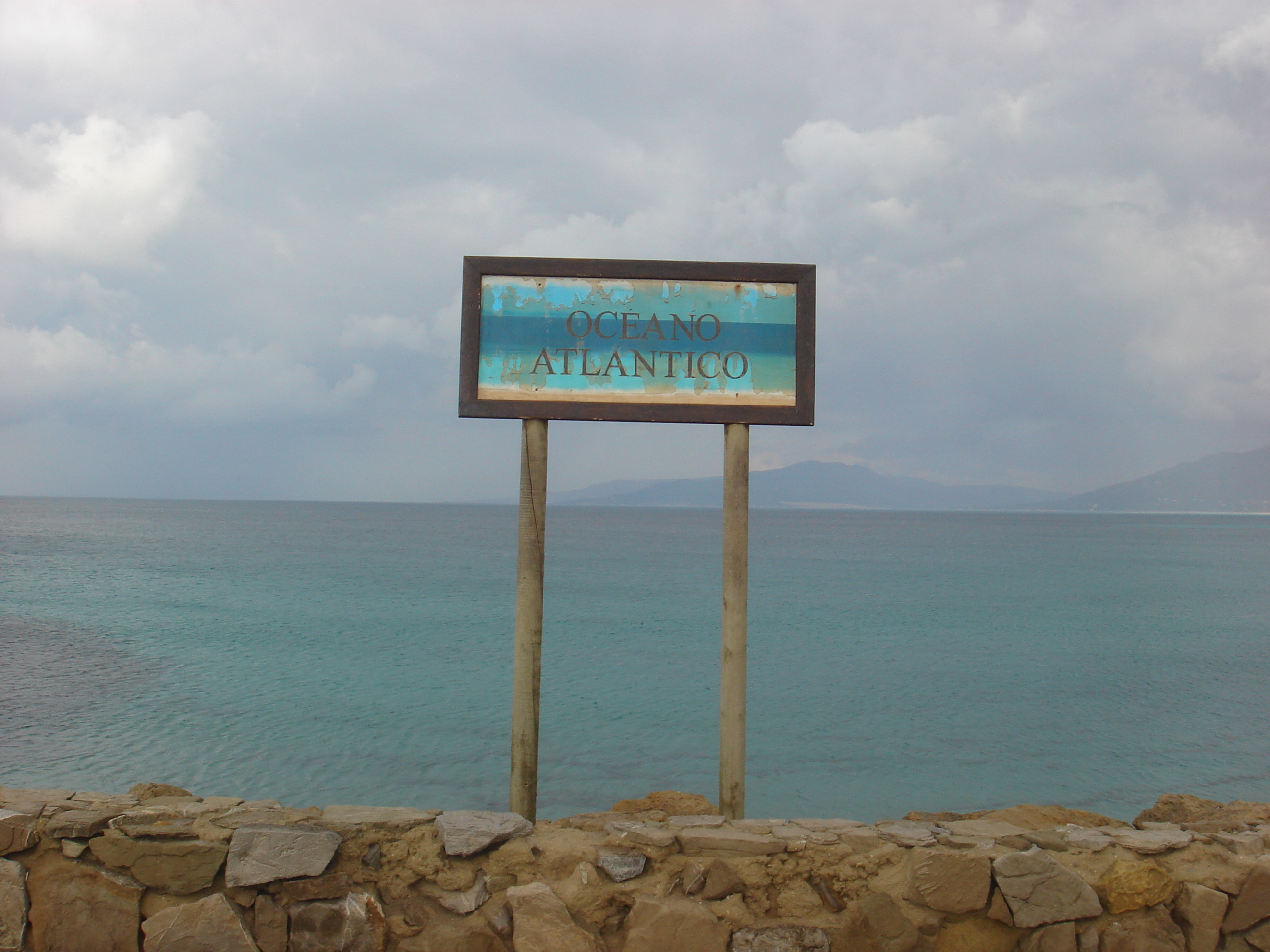
Oceano Atlântico visto da Punta de Tarifa para oeste
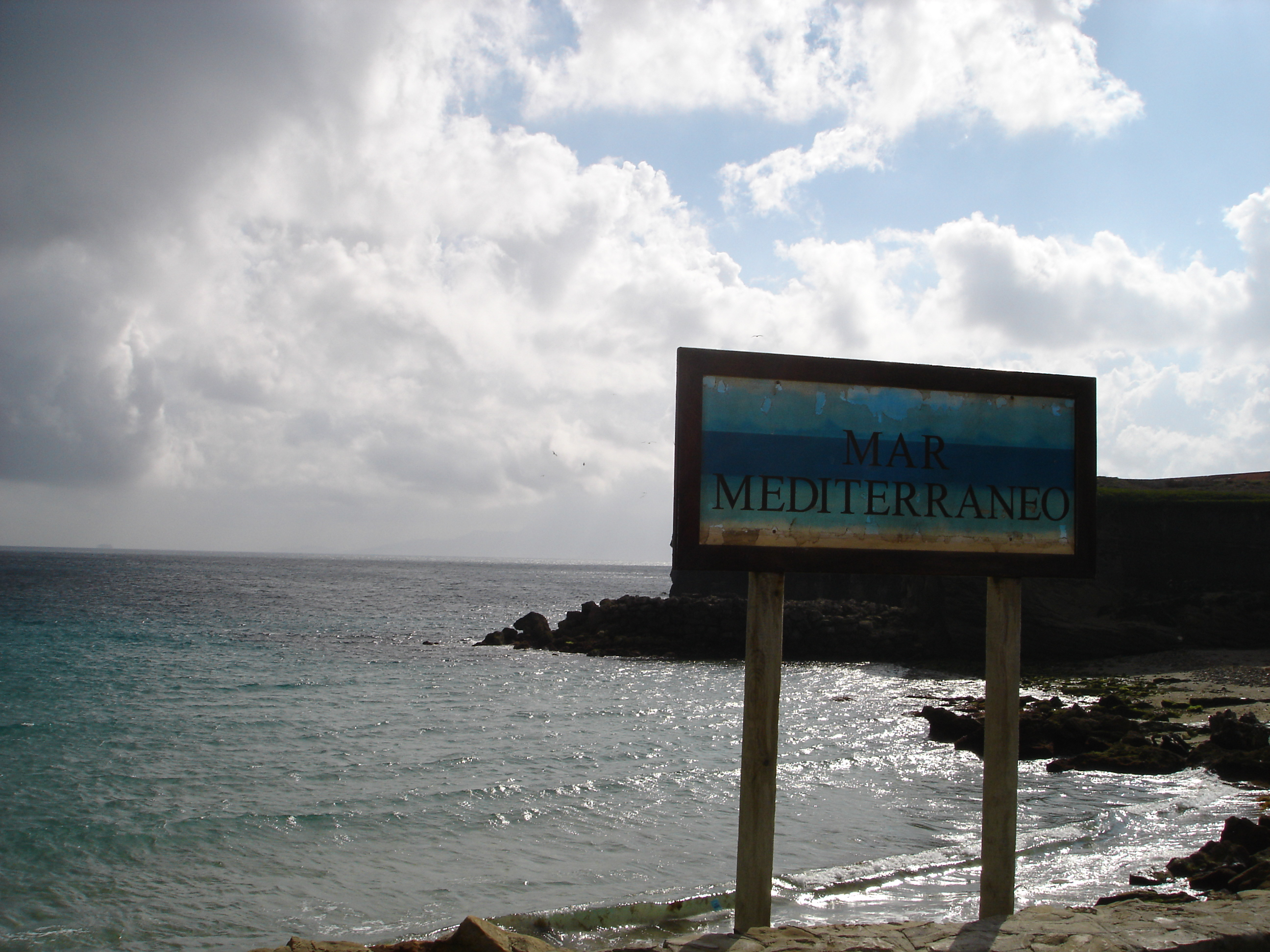
Mar Mediterrâneo de Punta de Tarifa para leste